# Gulvingad piha
Gulvingad piha (Lipaugus ater) är en fågel i familjen kotingor inom ordningen tättingar.

## Utbredning och systematik
Fågeln förekommer enbart i sydöstra Brasilien (Rio de Janeiro, södra Minas Gerais till östligaste São Paulo). Den behandlas som monotypisk, det vill säga att den inte delas in i några underarter.

### Släktestillhörighet
Tidigare placerades gulvingad piha tillsammans med systerarten gråvingad piha i det egna släktet Tijuca. Genetiska studier visar dock att de är en del av Lipaugus och förs allt oftare dit.

## Status
IUCN kategoriserar arten som livskraftig.